# Csébfalvi Éva
Csébfalvi Éva (Pécs, 1932. április 2. – Budapest, 2011. december 21.) magyar zenepedagógus, a Magyar Zenei Tanács főtitkára.

## Élete és munkássága
Zongora- és szolfézstanári diplomát szerzett, hegedű-, fagott-tanulmányokat folytatott, majd zongoratanári, énekkari, zenekari, karnagyi munkát végzett.
1971-től a Magyar Zeneművészek Szövetsége munkatársa, majd ügyvezető titkára volt. Nagy szerepe volt abban, hogy 1990 decemberében alulról építkező társadalmi szervezetként megalakult a Magyar Zenei Tanács, amelynek egy évtizeden át ügyvezető titkára, majd főtitkára volt.
1999-es nyugalomba vonulása után is aktívan segítette a zenei szervezetek munkáját, a Zenei Tanács rendkívüli egyéni tagjaként, a Zenetanárok Társasága és más pedagógiai szervezet vezetőségi tagjaként.
Megbecsült vezető személyisége volt a zenei diplomáciának, a Nemzetközi és az Európai Zenei Tanácsnak. Ez utóbbi választott vezetőségi tagjaként Magyarország európai integrációjának a zene eszközeivel való előmozdításán fáradozott.
A Zenei Nevelés Nemzetközi Társasága 1992-ben igazgatósági tagjává választotta. 1994-től magyarországi koordinátora volt Yehudi Menuhin európai zenei nevelési programjának.